# Jaguar Cars

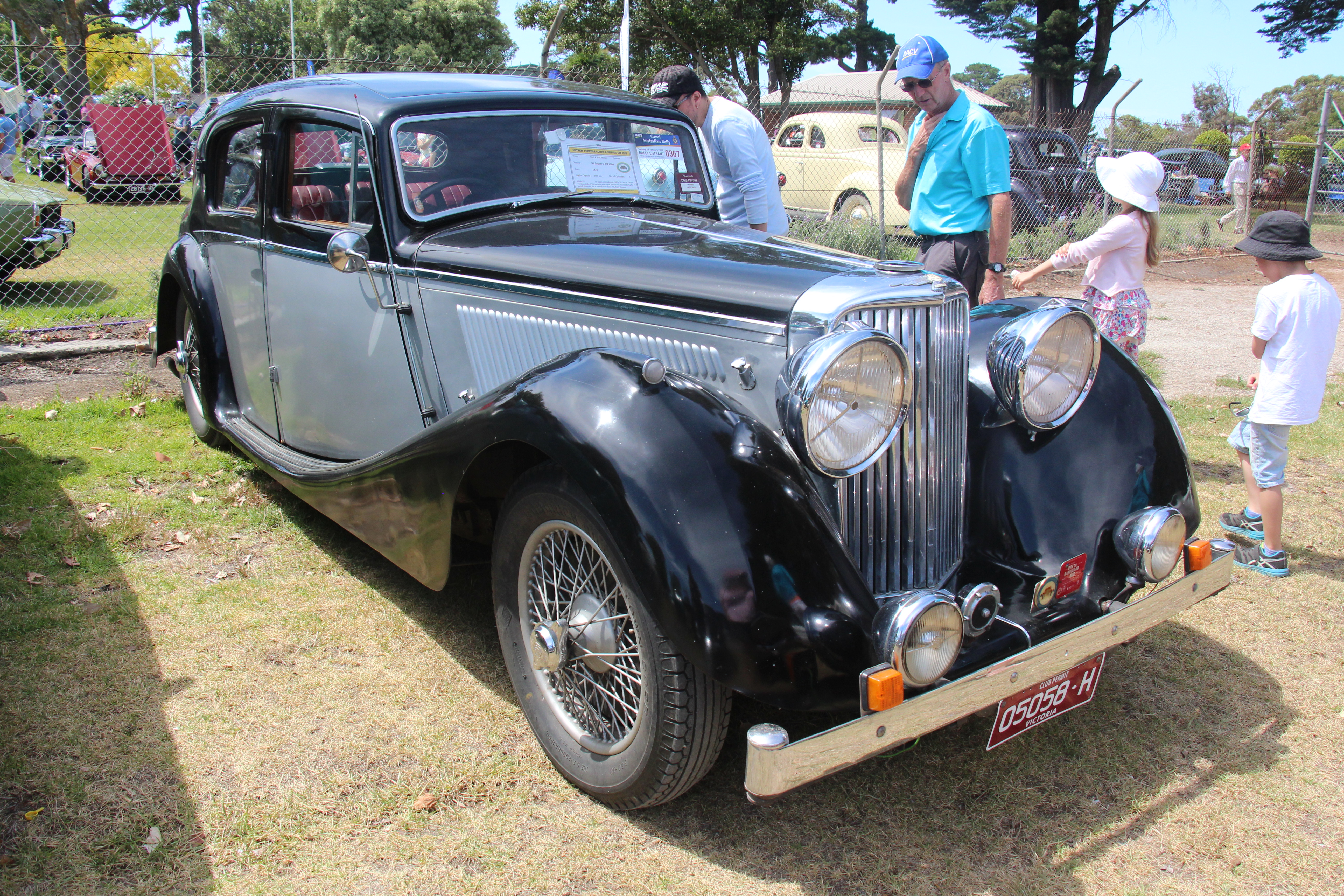
Jaguar 2.5 Litre z 1938 roku

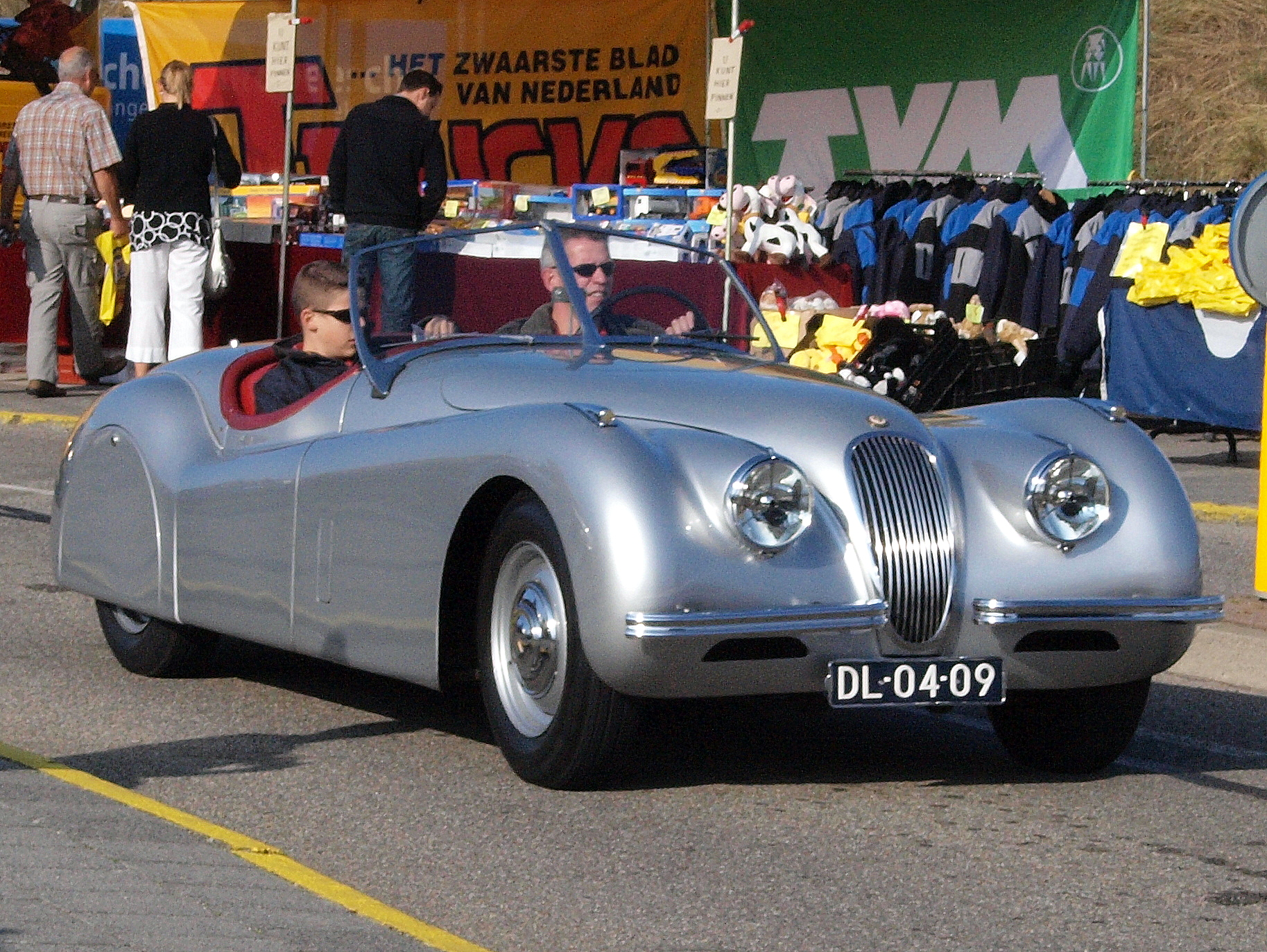
Jaguar XK120

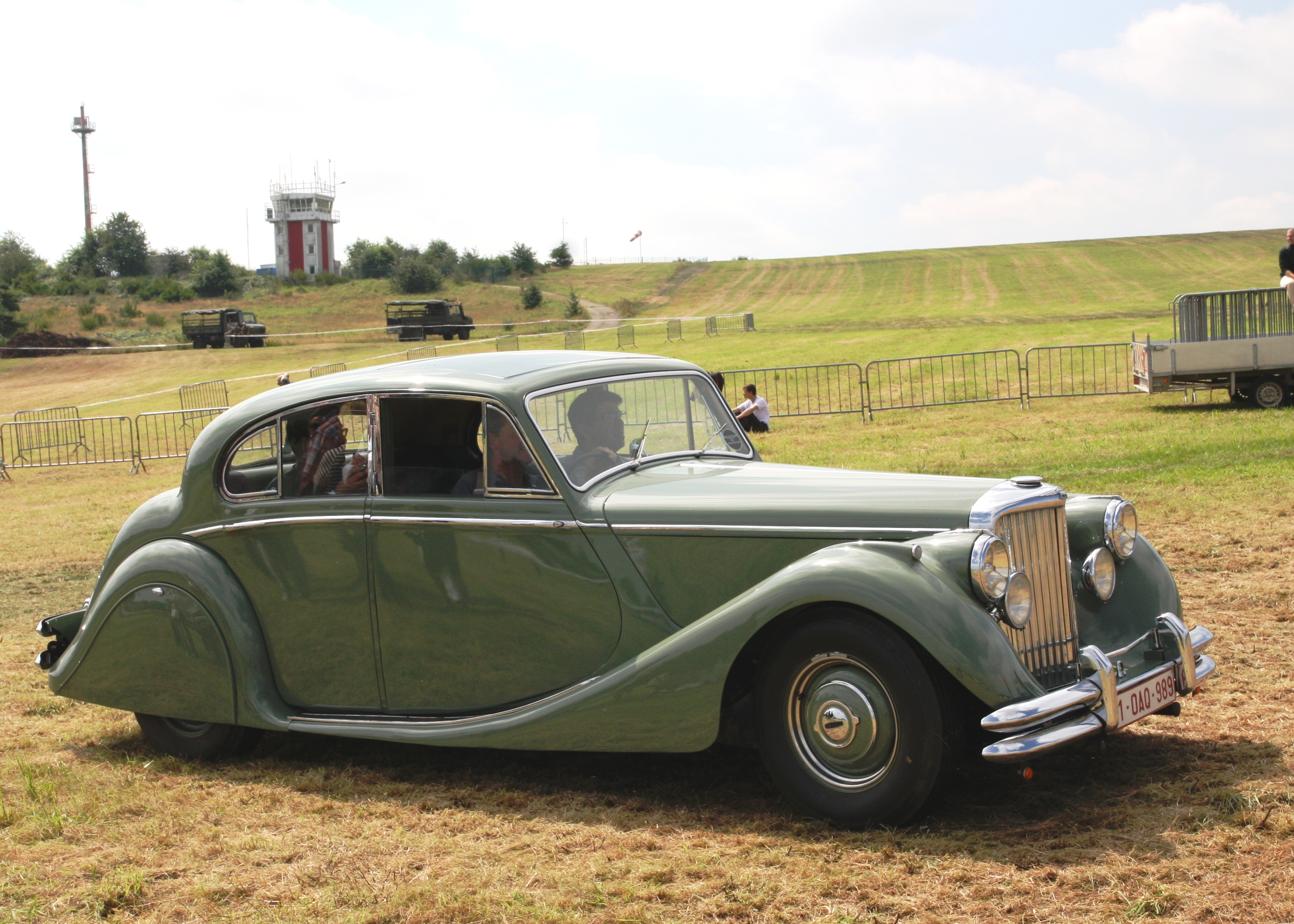
Jaguar Mark V z lat 1948–1951

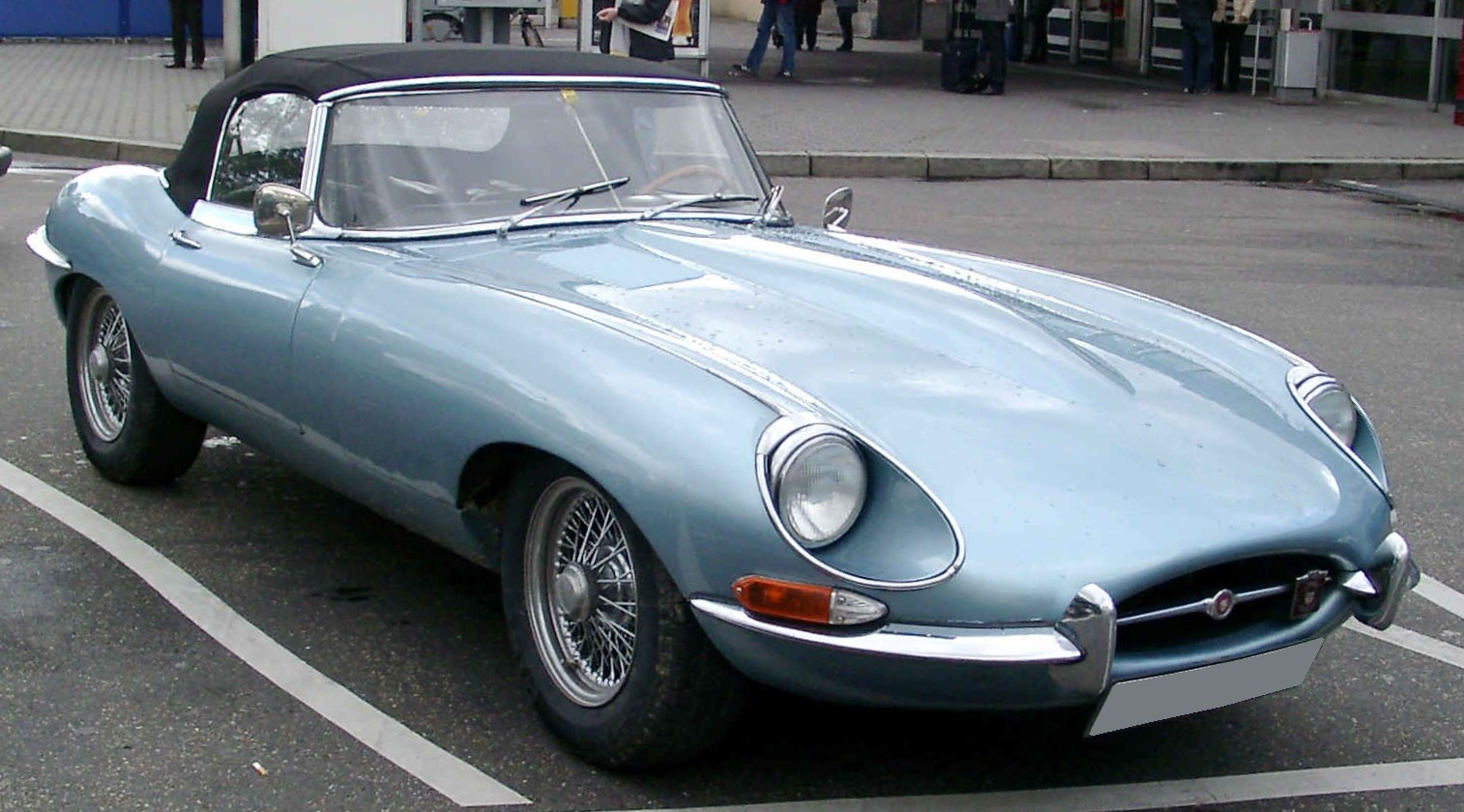
Jaguar E-type

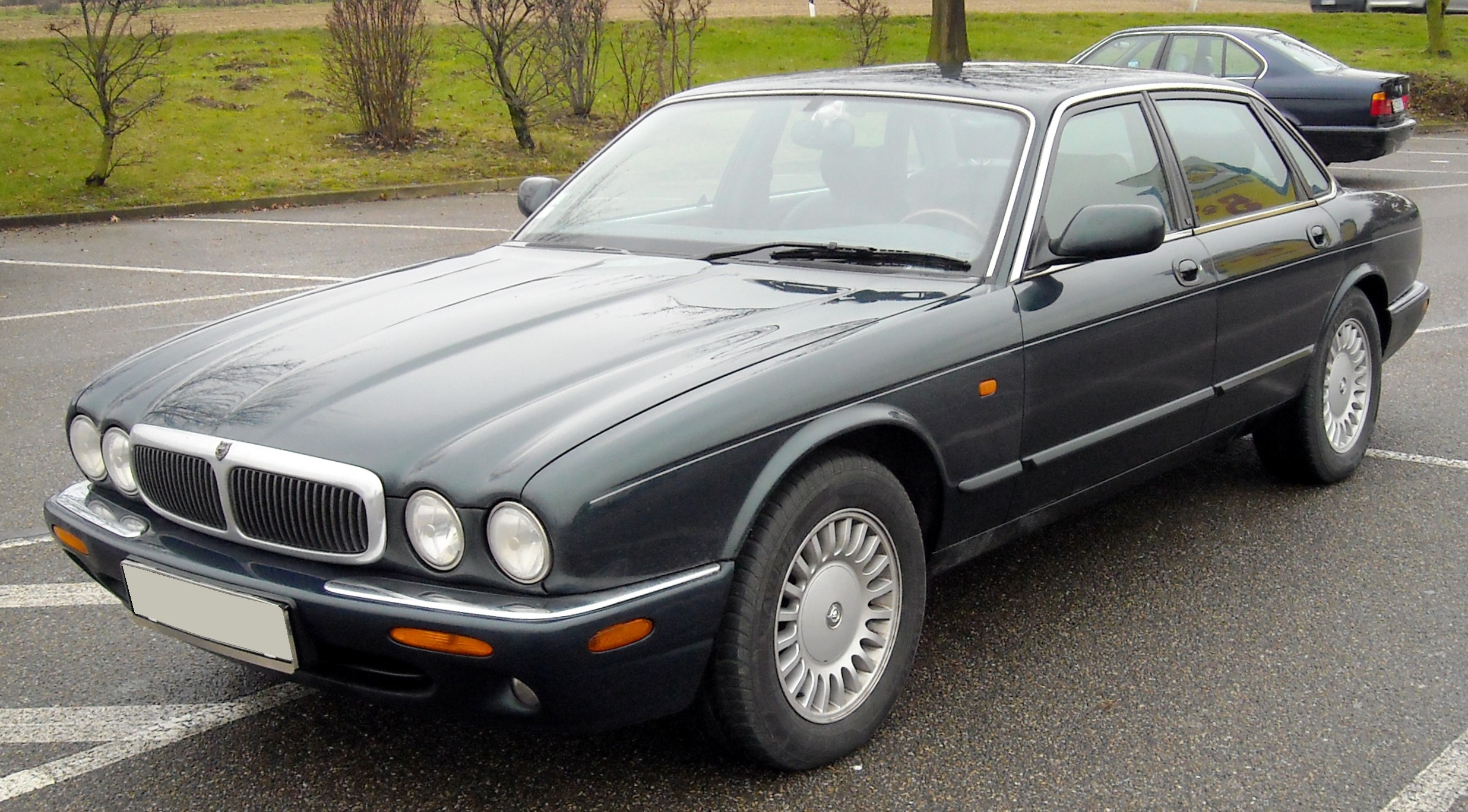
Jaguar XJ Mark II (X300)

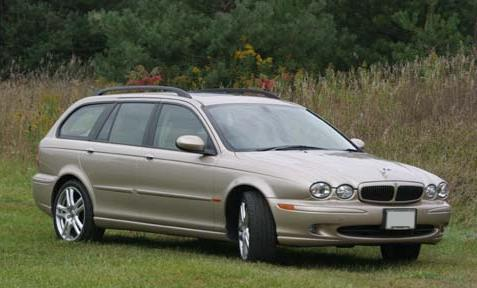
Jaguar X-Type

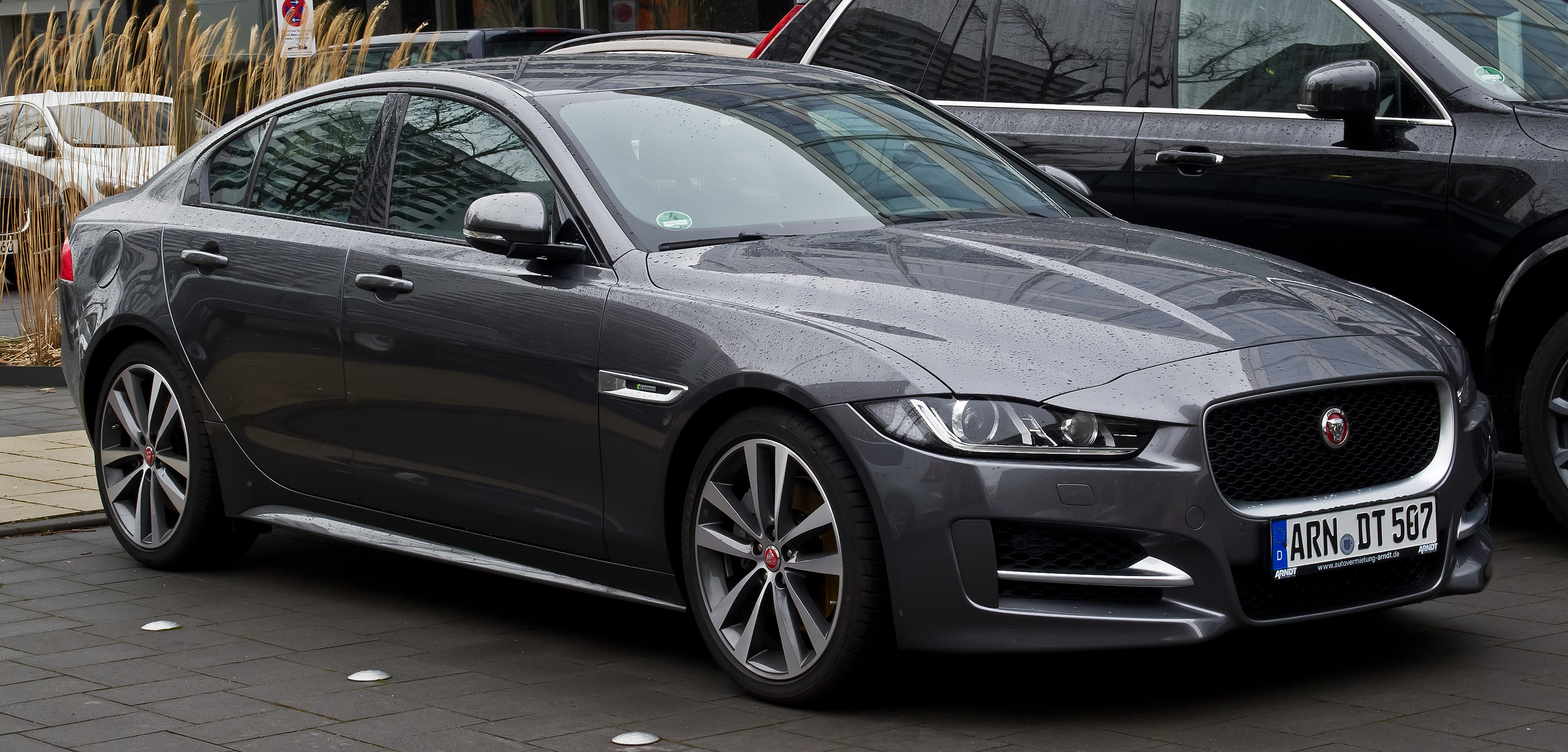
Jaguar XE

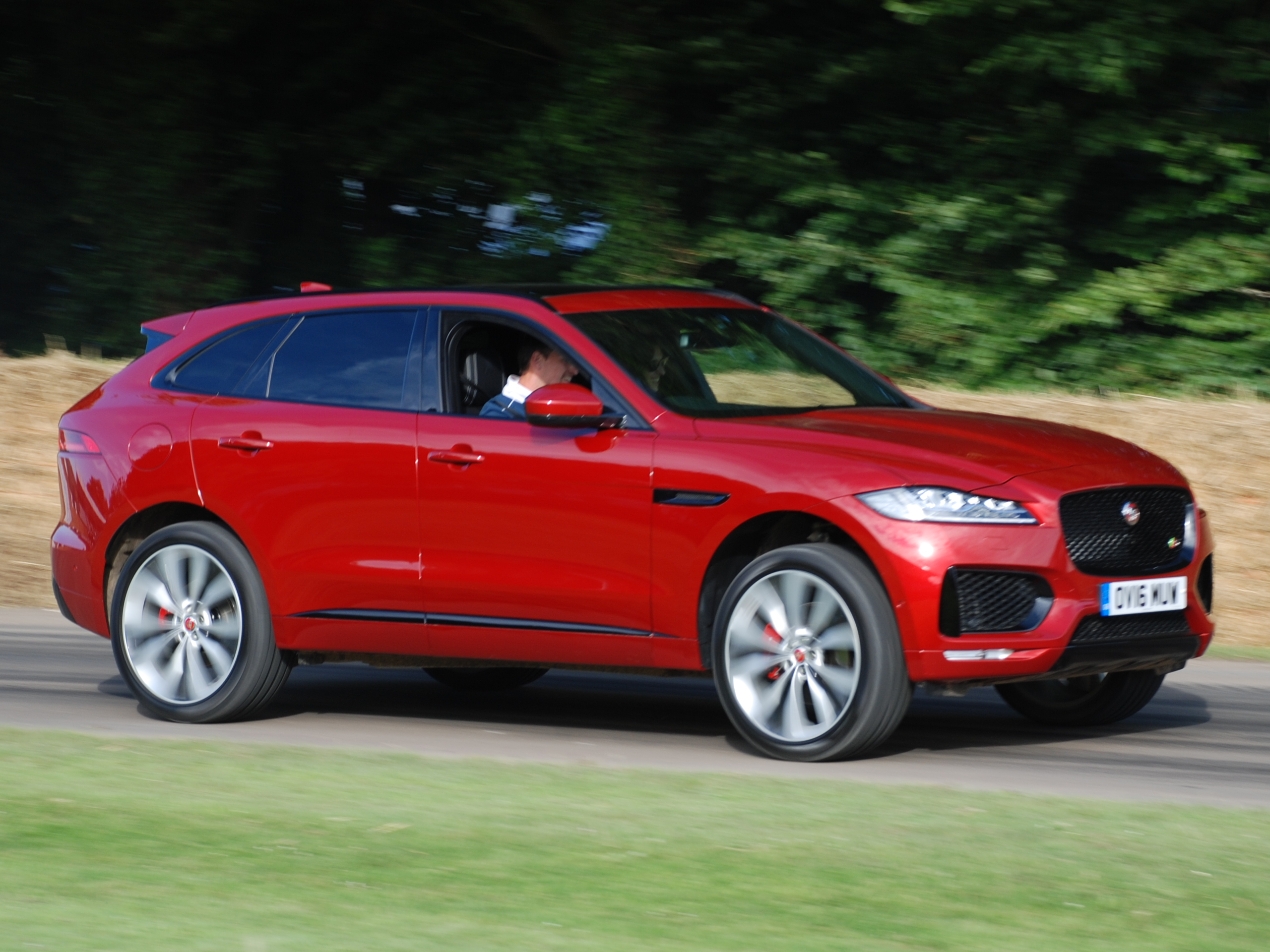
Jaguar F-Pace

Jaguar – brytyjski producent samochodów osobowych, z siedzibą w Coventry, działający od 1933 roku. Należy do koncernu motoryzacyjnego Jaguar Land Rover.

## Historia
11 września 1922 roku Sir William Lyons założył firmę Swallow Sidecar Company zajmującą się produkcją wózków bocznych do motocykli. W 1927 roku firma zaczęła wytwarzać także aluminiowe nadwozia wykorzystywane przez inne brytyjskie firmy. Pierwszym pojazdem firmy była dwudrzwiowa limuzyna oznaczona symbolem SS1 zaprezentowana w 1931 roku. W 1933 roku firma zmieniła nazwę na SS Cars Ltd, a dwa lata później, przy okazji prezentacji sportowego pojazdu SS100, po raz pierwszy pojawiła się nazwa Jaguar.
W trakcie II wojny światowej firma zajmowała się produkcją przyczepek motocyklowych na potrzeby wojska. Po zakończeniu wojny z uwagi na skojarzenia nazwy firmy z niemieckimi oddziałami SS nazwę firmy zmieniono na Jaguar Cars Ltd. Pierwszy pojazd pod marką Jaguar zaprezentowany został podczas targów motoryzacyjnych w Londynie w 1948 roku. Był to model XK120. Dwa lata później podczas tych samych targów motoryzacyjnych zaprezentowano limuzynę Mark VII. Producentowi aut sportowych i limuzyn brakowało w swojej ofercie samochodu oferowanego w przystępnej cenie. Dlatego w 1955 roku zaprezentowany został model Mark I, a następnie w 1959 roku Mark II.
W 1960 roku firma Jaguar przejęła udziały w niemieckim koncernie Daimler Motor Company. Rok później zaprezentowany został model E-Type, a w 1966 roku po połączeniu z British Motor Corporation powstaje firma British Motor Corporation, która dwa lata później zmienia się w British Leyland Motor Corporation. W 1968 roku zaprezentowany został pierwszy z serii samochodów luksusowych – model XJ6.
W 1984 roku w wyniku prywatyzacji Jaguar został odłączony od koncernu British Leyland Motor Corporation. Pięć lat później Jaguar zakupiony został przez amerykański koncern motoryzacyjny Ford Motor Company, dzięki czemu zbudowane zostały nowe modele – XK8, XKR oraz S-Type. W 1999 roku Jaguar staje się częścią Premier Automotive Group. W tym samym roku firma zaangażowała się w wyścigi Formuły 1, kupując Stewart GP Team, który przyjął nazwę Jaguar Racing. Z powodu nieodniesienia żadnych sukcesów w 2004 roku team sprzedany został Red Bullowi.
W 2008 roku Ford Motor Company wystawił markę na sprzedaż. Nowym nabywcą Jaguara został indyjski koncern Tata Motors.

## Modele samochodów

### Historyczne
- 420
- 1.5 Litre
- 2.5 Litre
- 3.5 Litre
- C-Type
- D-Type
- E-type
- Mark I
- Mark II
- Mark IV
- Mark V
- Mark VII
- Mark VIII
- Mark IX
- Mark X
- XK120
- XK140
- XK150
- XJ6
- XJ220
- XJR-15
- XJS (1975–1996)
- S-Type (1998–2008)
- X-Type (2001–2009)
- XK (1996–2014)
- XJ (1968–2019)
- XF (2007–2024)
- XE (2015–2024)
- F-Type (2013–2024)
- E-Pace (2017–2024)
- I-Pace (2018–2024)
- F-Pace (2016–2025)

### Samochody koncepcyjne
- AL Coupé (2005)
- B99(inne języki) (2011)
- C-X16(inne języki) (2011)
- C-X17(inne języki) (2013)
- C-X75(inne języki) (2010)
- CX-F (2007)
- Concept Eight (2004)
- E1A
- E2A
- F-Type (2000)
- Fuore XF 10 (2003)
- Pirana (1967)
- Project 7 (2013)
- R-Coupé(inne języki) (2001)
- R-D6(inne języki) (2003)
- XJ13 (1966)
- XK180(inne języki) (1998)
- XK-RR
- XK-RS